# Carlos Róchez
Carlos Alberto Róchez Crisanto (Juan Fco. Bulnes, Gracias a Dios, Honduras; 18 de febrero de 1995) es un futbolista hondureño. Juega de lateral derecho y su equipo actual es Univ. Pedagógica de la Liga Nacional de Honduras.
Su hermano mayor, Jairo Róchez, también es futbolista y juega en el Olimpia de la Liga Nacional de Honduras.

## Trayectoria

### Marathón
El 29 de mayo de 2018 se confirmó su traspaso al campeón nacional, Marathón, tras una sucesiva etapa con la Universidad Pedagógica.

## Clubes
| Club        | País     | Año         |
| ----------- | -------- | ----------- |
| Victoria    | Honduras | 2014        |
| Lobos UPNFM | Honduras | 2017 - 2018 |
| Marathón    | Honduras | 2018 - 2019 |
| Lobos UPNFM | Honduras | 2020 - 2022 |
| Victoria    | Honduras | 2022 - 2023 |
| Lobos UPNFM | Honduras | 2023 - ?    |

## Estadísticas
| Club                 | Temporada           | Liga  | Liga  | Copa Nacional | Copa Nacional | Copa Internacional | Copa Internacional | Total | Total | Promedio |
| Club                 | Temporada           | Part. | Goles | Part.         | Goles         | Part.              | Goles              | Part. | Goles |          |
| -------------------- | ------------------- | ----- | ----- | ------------- | ------------- | ------------------ | ------------------ | ----- | ----- | -------- |
| Victoria Honduras    | 2014/15             | 2     | 0     | -             | -             | -                  | -                  | 2     | 0     | 0        |
| Victoria Honduras    | Total               | 2     | 0     | 0             | 0             | 0                  | 0                  | 2     | 0     | 0        |
| Lobos UPNFM Honduras | 2017/18             | 26    | 2     | -             | -             | -                  | -                  | 26    | 2     | 0.1      |
| Lobos UPNFM Honduras | Total               | 26    | 2     | 0             | 0             | 0                  | 0                  | 26    | 2     | 0.1      |
| Marathón Honduras    | 2018/19             | 19    | 1     | -             | -             | 0                  | 0                  | 19    | 1     | 0.05     |
| Marathón Honduras    | Total               | 19    | 1     | 0             | 0             | 0                  | 0                  | 19    | 1     | 0.05     |
| Lobos UPNFM          | Actualidad          | 74    | 9     |               |               |                    |                    | 74    | 9     | 0.1      |
| Total en su carrera  | Total en su carrera | 121   | 12    | 0             | 0             | 0                  | 0                  | 121   | 12    | 0.1      |